# 中国之音广播电台
中国之音广播电台（英語：Voice of China），是一家总部位于美国加州康科德的秘密电台，每天对中国大陆播音2小时，现已停播。

## 简介
据《北京之春》杂志介绍，中国之音广播电台成立于1991年2月中旬，由中国民主联合阵线成员徐邦泰创立，起初依靠旧金山湾区华侨援助的经费启播，后来得到楊建利的二十一世纪中国基金会援助，节目内容以中华人民共和国民主运动相关为主。但据中央广播电台2017年年度决算显示，央广代为转播中国之音一事被列入“政府委办或补助经费办理情形”事项之中，委托机构为中华民国大陆委员会；节目在美国制作完毕后，由央广下载节目录音的MP3文档，通过央广淡水分台每天早晚对中国大陆各播出一小时的节目。

## 频率
| 时间        | 频率（kHz） |
| ----------- | ----------- |
| 7:00-8:00   | 7270        |
| 22:00-23:00 | 7270        |

使用的频率被中国大陆干扰。
涵蓋區域：華北